# منال محاميد
منال محاميد (مواليد 1976) هي فنانة تشكيلية فلسطينية تعيش وتعمل في حيفا. تدمج في أعمالها بين الفيديو، والنحت، والتصوير الفوتوغرافي والأعمال الإنشائية.

## نشأتها
ولدت منال في قرية معاوية المحاذية لمدينة أم الفحم.
نالت الماجستير في الفنون الجميلة من جامعة حيفا في العام 2006. والتحقت لاحقًا ببرنامج علم المتاحف في جامعة تل أبيب.

## أعمالها
تستخدم منال محاميد تقنيات ووسائط متعددة في أعمالها، وتتناول مواضيع مثل الهوية والمنظر والطبيعة، وعلاقة الإنسان بمحيطه.

## مسيرتها الفنية
تشارك منال محاميد في المعارض الفردية والجماعية بنشاط منذ 1996. عرضت أعمالها متعددة الوسائط في 60 معرض جماعي في فلسطين وحول العالم في لندن وشيكاغو ودسلدورف وحيفا ورام الله وأم الفحم وأريحا وغيرها.
تم ترشيحها للقائمة القصيرة لمسابقة الفنان الشاب في عام 2005، كما شاركت في الإقامة الفنية التي نظمتها مؤسسة ديلفينا في بينالي رواق في عام 2007.

## جوائز ومنح
- 2006: جائزة التفوق، جامعة حيفا
- 2006: إقامة فنية في Peace of Art، دوسلدورف، ألمانيا
- 2004: إقامة فنية في غاليري آرتهاوس، القاهرة، مصر
- 2002: منحة فنية من مؤسسة عبد المحسن القطان، رام الله
- 2002: منحة مؤسسة أمريكا-إسرائيل الثقافية
- 2002: منحة التميز، كلية الفنون همدراشا
- 2002: جائزة مفعال هبايس (شركة اليانصيب الإسرائيلية)